# ماتیاس آدلستام
ماتیاس آدلستام (انگلیسی: Mattias Adelstam؛ زادهٔ ۷ مارس ۱۹۸۲) بازیکن سابق فوتبال اهل سوئد است که در پست مهاجم برای باشگاه‌های مختلفی، عمدتا در لیگ سوپرتان بازی کرد.